# Pionki
Pionki (do 1932 Zagożdżon i Pionki) – miasto w województwie mazowieckim, w powiecie radomskim. Siedziba wiejskiej gminy Pionki. Pionki są położone nad rzeką Zagożdżonką, na Nizinie Środkowomazowieckiej, w dawnej ziemi radomskiej historycznej Małopolski.
Powstanie i rozwój miasta był związany z zakładami chemicznymi ZTS Pronit.
Według danych z Narodowego Spisu Powszechnego Ludności i Mieszkań z 2021 roku miasto liczyło 16 779 mieszkańców.
Miasto słynne z produkcji płyt gramofonowych w zakładach Pronit.

## Położenie
Pionki znajdują się w południowej części województwa mazowieckiego, na Równinie Kozienickiej.
Są oddalone o ok. 23 km od centrum Radomia i o ok. 103 km od Warszawy. Miasto od strony północnej okala Puszcza Kozienicka.
Według danych z roku 2002 Pionki mają obszar ok. 18,34 km², w tym:
- użytki rolne: 17%,
- użytki leśne: 33%.

Miasto stanowi 1,2% powierzchni powiatu.
Historycznie należy do Małopolski. Leżało w ziemi sandomierskiej, następnie w województwie sandomierskim. W latach 1975–1998 miasto administracyjnie należało do województwa radomskiego, zaś przed 1975 r. do woj. kieleckiego.

## Sąsiednie gminy
Jedlnia-Letnisko, Pionki, Garbatka-Letnisko, Zwoleń, Gózd

## Historia

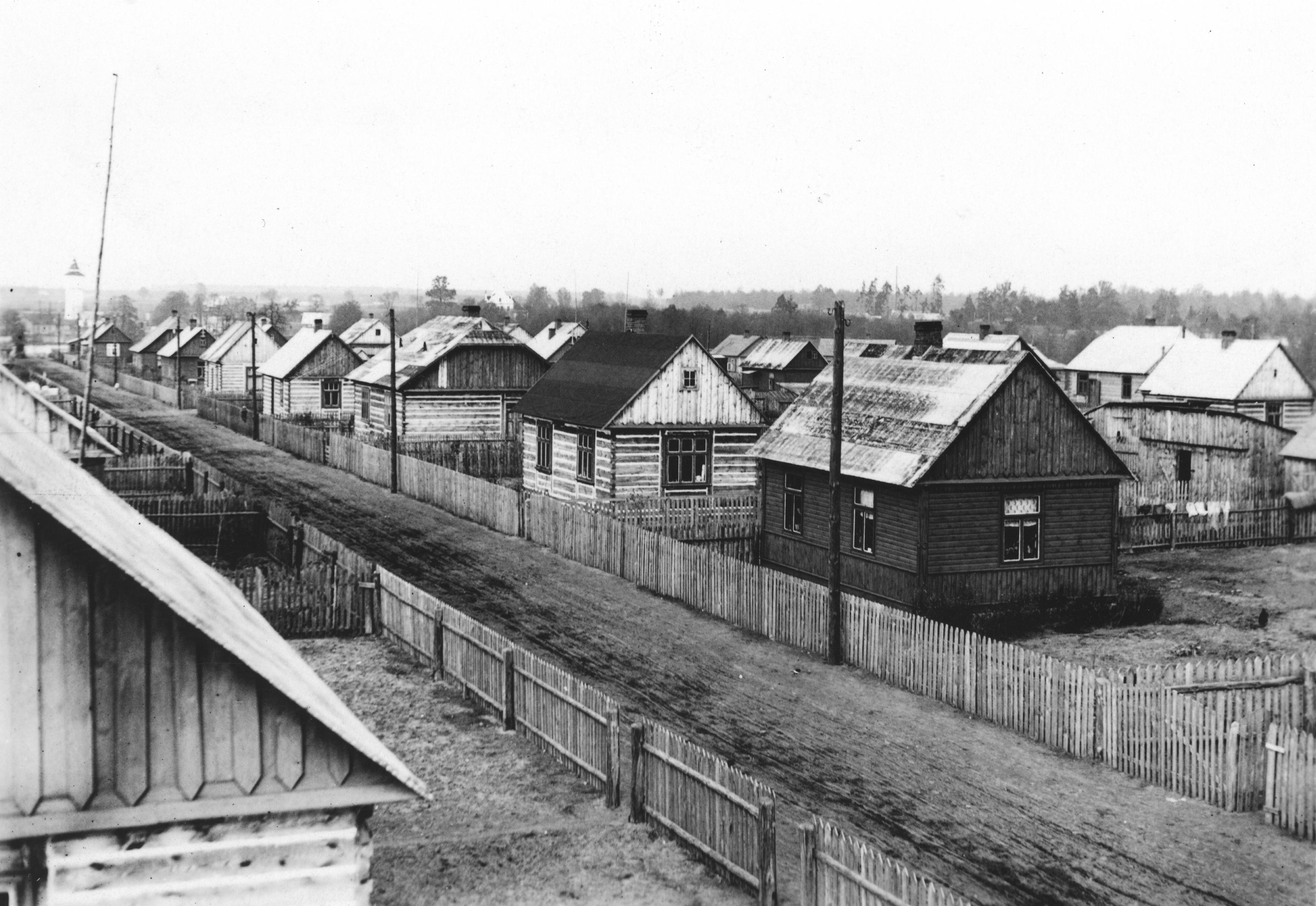
Fragment osiedla robotniczego przy Państwowej Wytwórni Prochu (1918–1935)

- 1391 – pierwsza wzmianka o młynach Pionka i Zagożdżon.
- 1660 – lustracja wykazująca, iż młyny Zagożdżon i Pionka nie zostały uszkodzone podczas potopu szwedzkiego.
- 1775 – po raz pierwszy osadę młyńską Zagożdżon określono mianem wsi.
- 1885 – otwarcie linii kolejowej łączącej Pionki z Radomiem i Dęblinem.
- 1921 – powstał tartak w Zagożdżonie, późniejsze Zakłady Przemysłu Drzewnego w Pionkach.
- 1923 – początek budowy Państwowej Wytwórni Prochu w Zagożdżonie.
- 1925 – budowa nowego dworca kolejowego oraz siedziby kasy chorych w Zagożdżonie.
- 1926 – z inicjatywy Państwowej Wytwórni Prochu została powołana jednoklasowa szkoła powszechna (obecnie Publiczna Szkoła Podstawowa Nr 1)[5].
- 1927 – naczelnym dyrektorem Państwowej Wytwórni Prochu został Jan Prot, pełniący tę funkcję do 1939, zasłużony działacz miejski.
- 1928 – oddano do użytku siedzibę poczty.
- 1929 – duże inwestycje w mieście: stadion sportowy, Staw Górny, linia energetyczna z Zagożdżonu przez Radom do Skarżyska; erygowana zostaje pierwsza parafia.
- 1929 – 3 grudnia powstała Publiczna Dokształcająca Szkoła Zawodowa przy Państwowej Wytwórni Prochu w Zagożdżonie. Pierwszym dyrektorem został inż. Wacław Werner. Późniejsze Centrum Kształcenia Zawodowego i Ustawicznego[6].
- 1932 – zmiana nazwy Zagożdżonа na Pionki; połączenie wsi Pionki i Zagożdżon.
- 1933 – oddano do użytku budynek posterunku policji.
- 1936 – wrzesień, z inicjatywy mieszkańców Pionek, Kuratorium Okręgu Szkolnego Krakowskiego powołało Prywatne Koedukacyjne Gimnazjum Zrzeszenia Rodzicielskiego, późniejsze Liceum Ogólnokształcące im. Marii Dąbrowskiej[7].
- 1937 – z inicjatywy Państwowej Wytwórni Prochu i przy jej pomocy budowany jest Szpital Rejonowy.
- 1939 – bombardowania Państwowej Wytwórni Prochu oraz samych Pionek (m.in. uszkodzony został kościół).
- 1941–1944 – istniał obóz pracy przymusowej dla ludności żydowskiej.
- 1943 – w styczniu ma miejsce wielka akcja sabotażowa, w wyniku której wysadzono w powietrze 5 ton prochu.
- 1944 – rozstrzelanie przy ulicy Zwoleńskiej dziesięciu polskich patriotów.
- 1945 – 15 stycznia nastąpiło zakończenie okupacji niemieckiej[8].
- 1945 – w wyniku wojny życie utraciło w Pionkach około 2000 osób.
- 1951 – 2 czerwca na potrzeby miejscowego przemysłu powołano wydział chemiczny, organizacyjne podporządkowany Wieczorowej Szkole Inżynierskiej w Radomiu. Funkcjonował do 1 października 1957 roku[9].
- 1954 – 13 listopada Pionki uzyskały prawa miejskie[8]. Dalsza rozbudowa miasta.
- 1955 – oddano do użytku ambulatorium dla przemysłowej służby zdrowia oraz oddział wewnętrzny szpitala rejonowego[8].
- 1957 – wybudowany został dom kultury[8].
- 1957 – Hufiec ZHP otrzymał własne pomieszczenia w których urządził harcówkę[8].
- 1959 – 1 kwietnia zostało utworzone Przedsiębiorstwo Montażowe „Montoerg”.
- 1959 – z inicjatywy „Pronitu” powołano Robotniczą Spółdzielnię Lokatorską „Jedność”, która stała się zalążkiem dzisiejszej Pionkowskiej Spółdzielni Mieszkaniowej[8].
- 1959 – przy „Pronicie” utworzono szkołę przyzakładową szkolącą: tokarzy, frezerów i ślusarzy-mechaników[a][9]. Późniejszy Zespół Szkół Ponadgimnazjalnych nr 2 im. Jędrzeja Śniadeckiego.
- 1961 – naukę rozpoczęto w nowo wybudowanej w Szkole Podstawowej nr 3 przy ul. Leśnej[9].
- 1967 – został powołany Zakład Doświadczalny Budowy i Montażu Instalacji Naukowo-Badawczych „Chemimetal” i Zakład Doświadczalny Budowy Aparatury Naukowo-Badawczej „Dozachem”.
- 1968 – 4 września naukę rozpoczęto w nowo wybudowanej Szkole Podstawowej nr 4 przy ul. Słowackiego[b][9].
- 1974 – 30 maja uchwałą Miejskiej Rady Narodowej ustalono herb miasta[c][8].
- 1975 – Pionki wchodzą w skład odtworzonego województwa radomskiego.
- 1975 – wybudowano nowy dom handlowy „Merkury”[8].
- 1976 – ukończona została przebudowa zbiornika wodnego „Staw Górny”[8].
- 1977 – pod torami linii kolejowej, obok dworca PKP Pionki Zachodnie oddano do użytku tunel dla pieszych[8].
- 1978 – po raz pierwszy popłynął do pionkowskich mieszkań gaz[8].
- 1978 – czerwiec, na stacji PKP Pionki Zachodnie zaczęły zatrzymywać się pociągi pospieszne[8].
- 1978 – 22 lipca uruchomiono miejską komunikację autobusową[8].
- 1998 – nieudana próba utworzenia powiatu pionkowskiego.

## Zabytki
- Budynek Kasy Chorych z 1925
- Dworzec kolejowy z 1925
- Budynek Urzędu Miasta z 1927

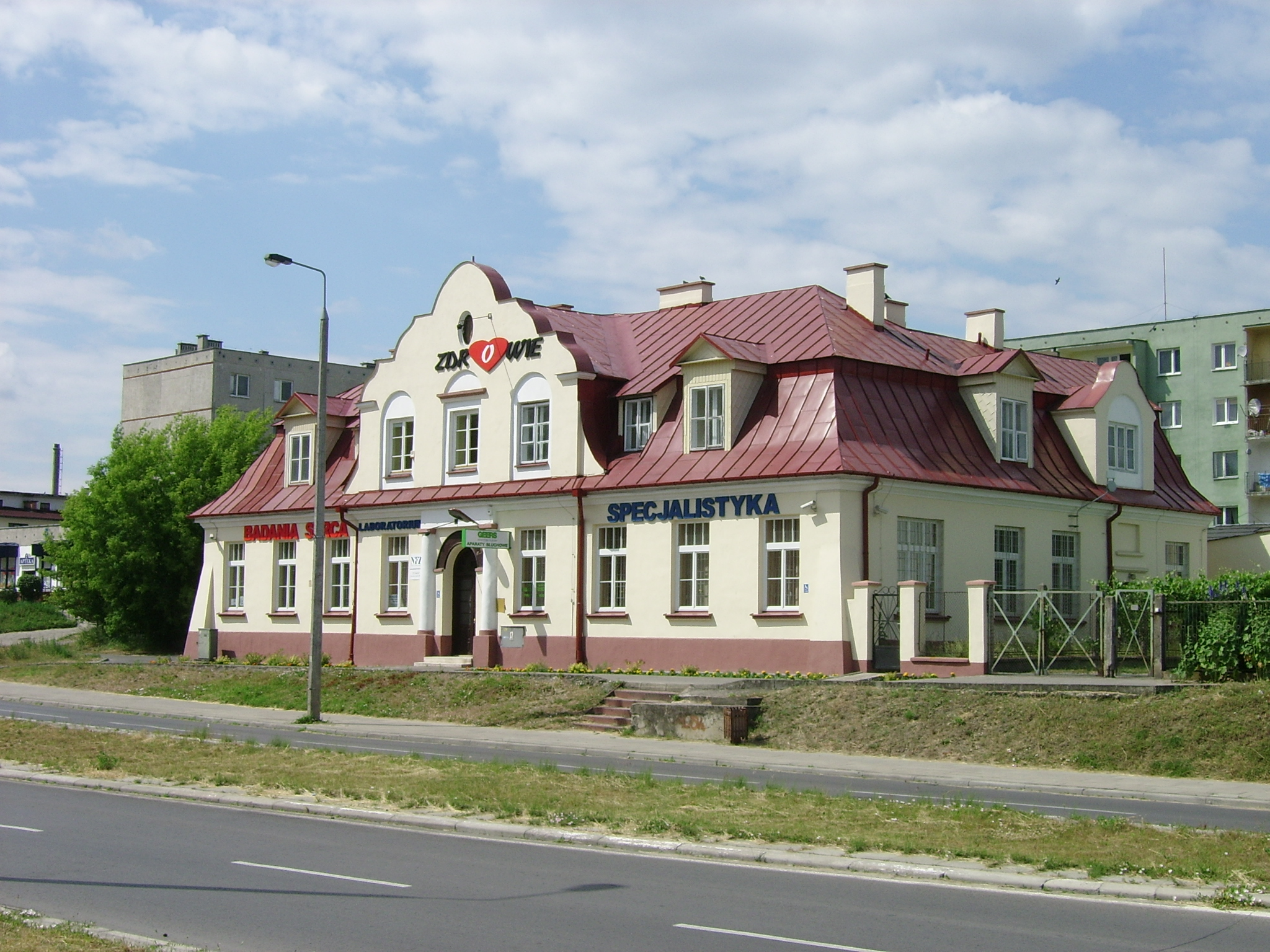
Zabytkowy budynek dawnej kasy chorych (czerwiec 2008)

- Neobarokowy kościół św. Barbary z 1929-32
- Dom „Pod łabędziami” z 1930[d]
- Budynek Kasyna z 1930
- Budynek Posterunku policji i Poczty z 1933

## Demografia
Dane z 2021 roku:
| Opis                              | Ogółem | Ogółem | Kobiety | Kobiety | Mężczyźni | Mężczyźni |
| --------------------------------- | ------ | ------ | ------- | ------- | --------- | --------- |
| Jednostka                         | osób   | %      | osób    | %       | osób      | %         |
| Populacja                         | 16779  | 100    | 8841    | 52,7    | 7938      | 47,3      |
| Gęstość zaludnienia [mieszk./km²] | 914,9  | 914,9  | 482,1   | 482,1   | 432,8     | 432,8     |

## Transport

### Kolejowy

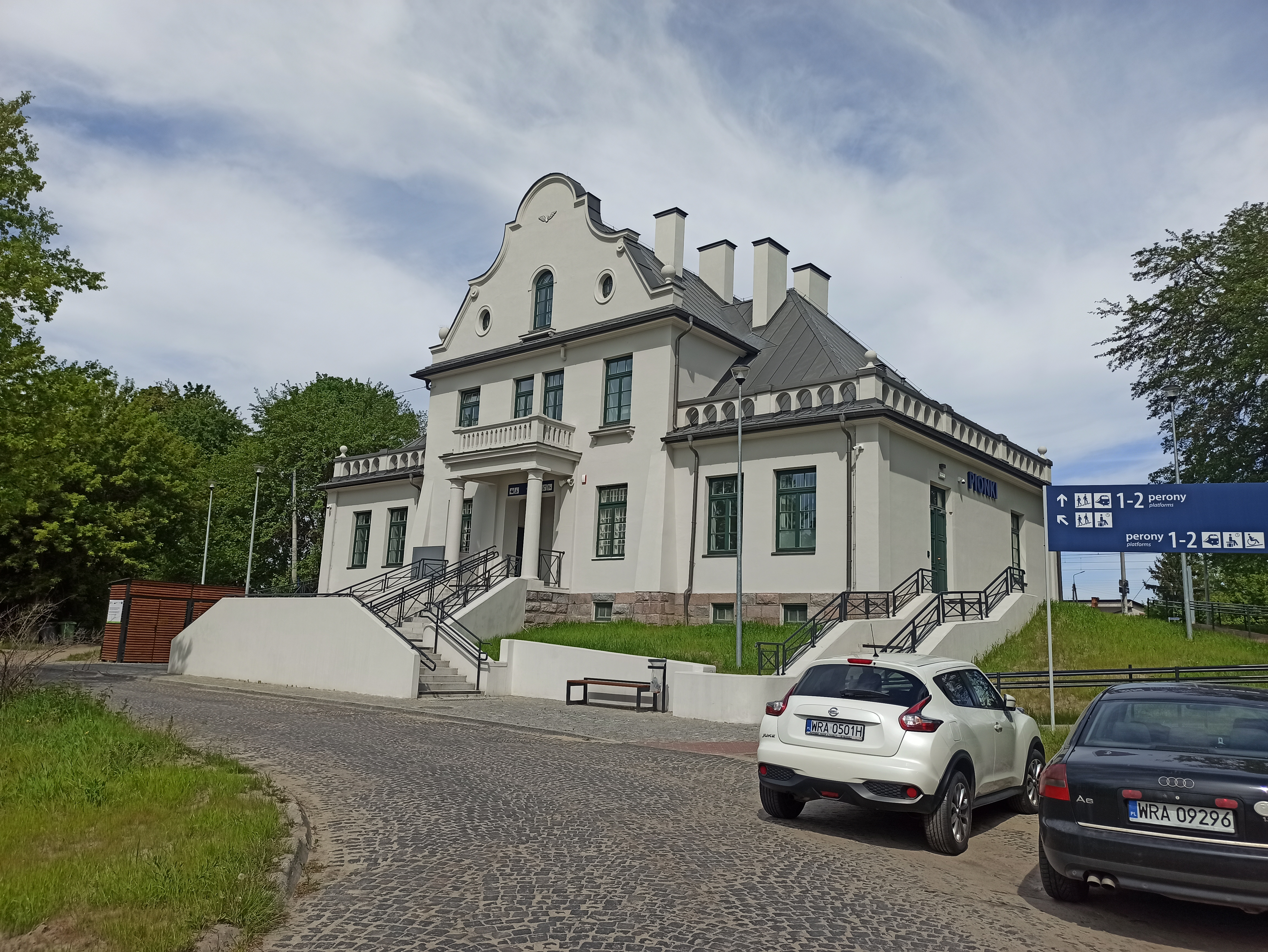
Stacja kolejowa Pionki

Miasto ma połączenie kolejowe, zarówno pasażerskie i towarowe, z dużymi ośrodkami kolejowymi w Radomiu i Dęblinie. Przebiega tędy linia kolejowa 26, przy której zlokalizowana jest stacja kolejowa Pionki i przystanek kolejowy Pionki Zachodnie

### Drogowy
Bezpośrednio przez miasto przechodzą drogi wojewódzkie: 787 i 691, zaś w niewielkiej odległości od Pionek przebiega droga wojewódzka 737. Miasto ma połączenie z drogami krajowymi: 12 i 7.
- Komunikacja miejska

W Pionkach funkcjonuje bezpłatna komunikacja miejska – jedna linia autobusowa „A”.

## Szkolnictwo
Szkoły podstawowe
- Publiczna Szkoła Podstawowa nr 1 im. Stefana Żeromskiego, budynek a ul. Niepodległości 3, budynek b ul. Słowackiego 4
- Publiczna Szkoła Podstawowa nr 2 im. Bolesława Prusa, ul. Kochanowskiego 14
- Publiczna Szkoła Podstawowa nr 5 im. Jana Pawła II, ul. Targowa 9

Szkoły ponadpodstawowe
- Zespół Szkół im. Marszałka Józefa Piłsudskiego, Aleje Lipowe 23 (zał. 1936)[11]
- Centrum Kształcenia Zawodowego i Ustawicznego im. M. Skłodowskiej-Curie, aleja Jana Pawła 7 
  - Liceum Ogólnokształcące
  - Technikum
  - Branżowa Szkoła I Stopnia
  - Szkoła Policealna
- Zespół Szkół Ponadgimnazjalnych nr 2 im. Jędrzeja Śniadeckiego, ul. Parkowa 6[12]
  - Liceum Ogólnokształcące
  - Technikum
  - Branżowa Szkoła I Stopnia
  - Liceum dla Dorosłych
  - Szkoła Policealna dla Dorosłych
  - Szkoły Specjalne
  - Zespół Wczesnego Wspomagania

### Kultura
Miejski Ośrodek Kultury w którym jest:
- Klub tańca
- Akademia Plastyki
- Akademia Muzyki
- Młodzieżowa Grupa Teatralna "Czerwoniutkie"
- Warsztaty Gitarowe
- Uniwersytet Trzeciego Wieku
- Zajęcia Hip-Hop

## Organizacje
- Stowarzyszenie Pomocy Dzieciom Chorym i Niepełnosprawnym im. Henryka Jordana
- Pionkowski Hufiec Harcerzy „Darzbór”
- Pionkowskie Towarzystwo Opieki nad Zwierzętami
- Społeczne Ognisko Muzyczne w Pionkach
- Katolickie Stowarzyszenie Niepełnosprawnych Diecezji Radomskiej – Oddział Pionki
- Związek Strzelecki Strzelec
- Towarzystwo Przyjaciół Dzieci- Środowiskowe Ognisko Wychowawcze
- Polskie Towarzystwo Turystyczno Krajoznawcze Pionki
- Stowarzyszenie Centrum Wolontariatu w Pionkach
- Ochotnicza Straż Pożarna w Pionkach
- Stowarzyszenie Azyl
- Stowarzyszenie A Vista

## Media
- Telewizja Lokalna Kurier Pionkowski
- Gazeta Internetowa Pionki24
- Dwutygodnik samorządowy „Nad Zagożdżonką”
- Redakcja  | Pionki Today

## Osiedla

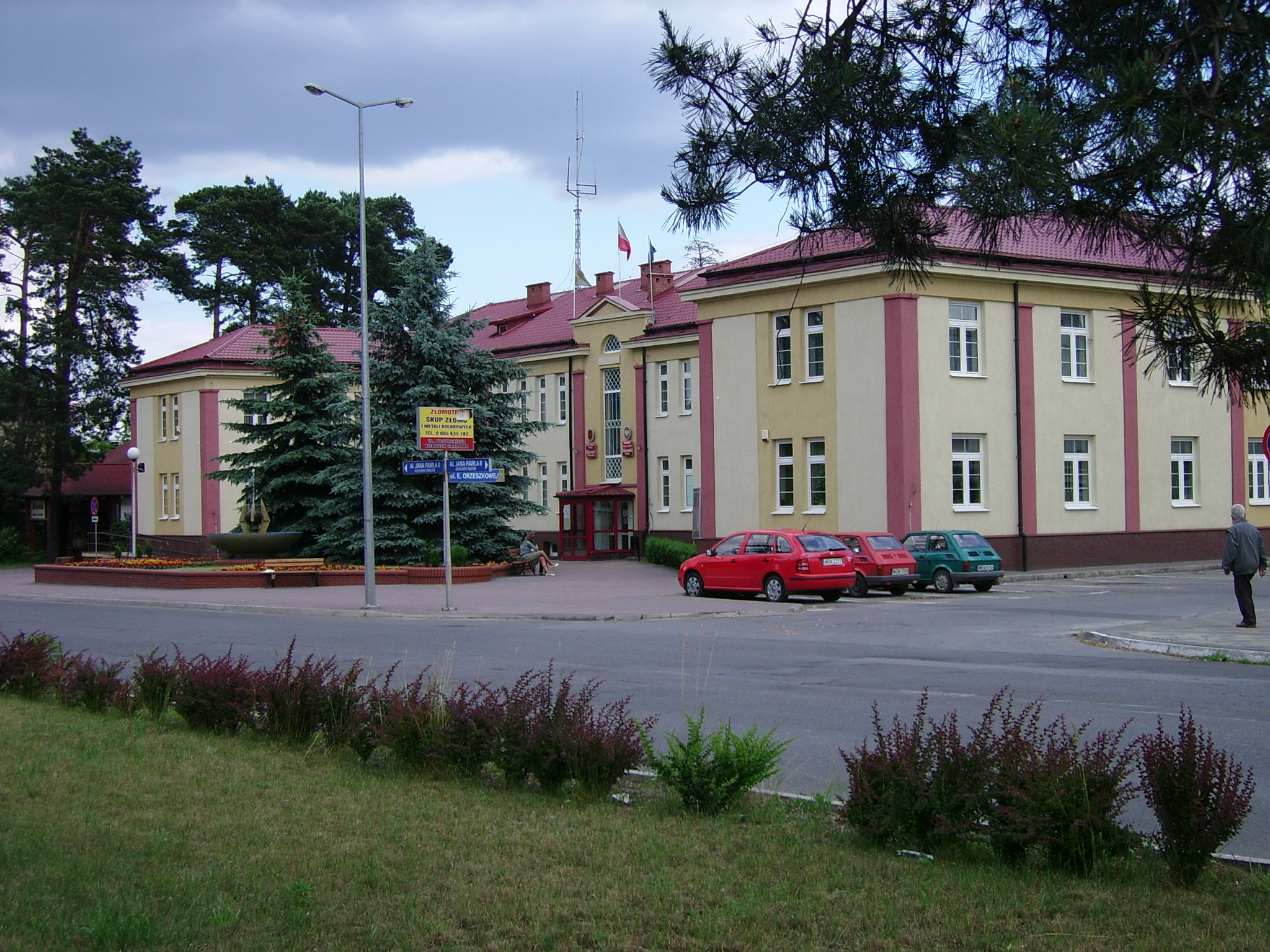
Urząd miejski (czerwiec 2008)

W mieście zwyczajowo wyróżnia się osiedla:
- Centralna Kolonia – TERYT 0973754,
- Działki za stawem,
- Nowa Kolonia,
- Osiedle XXX-lecia,
- Osiedle Chemiczna – TERYT 0973760
- Osiedle Dębowa
- Osiedle Leśników
- Podgaje
- Podgóry
- Stara Kolonia

## Turystyka
Jedną z głównych atrakcji turystycznych w regionie jest Puszcza Kozienicka, która graniczy z Pionkami. W lasach puszczy dominuje sosna z domieszką dębu, grabu i jodły. W tych lasach polowali polscy królowie. Przez puszczę przebiegają szlaki turystyczne umożliwiające wycieczki piesze i rowerowe. Planowane jest w przywrócenie  kolejki wąskotorowej w lesie.

## Sport
- Stadion Miejski w Pionkach
- Miejska Hala Sportowa w Pionkach

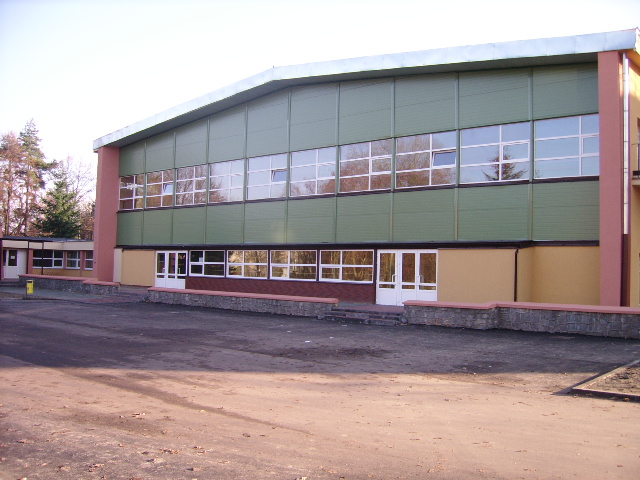
Miejska Hala Sportowa w Pionkach (grudzień 2006)

- Klub sportowy Proch Pionki (piłka nożna)
- Klub sportowy Champion Pionki (piłka nożna)
- Klub sportowy PTS Pionki (siatkówka)

Centrum Aktywności Lokalnej (CAL)

## Wspólnoty wyznaniowe
- Kościół rzymskokatolicki:

- parafia św. Barbary

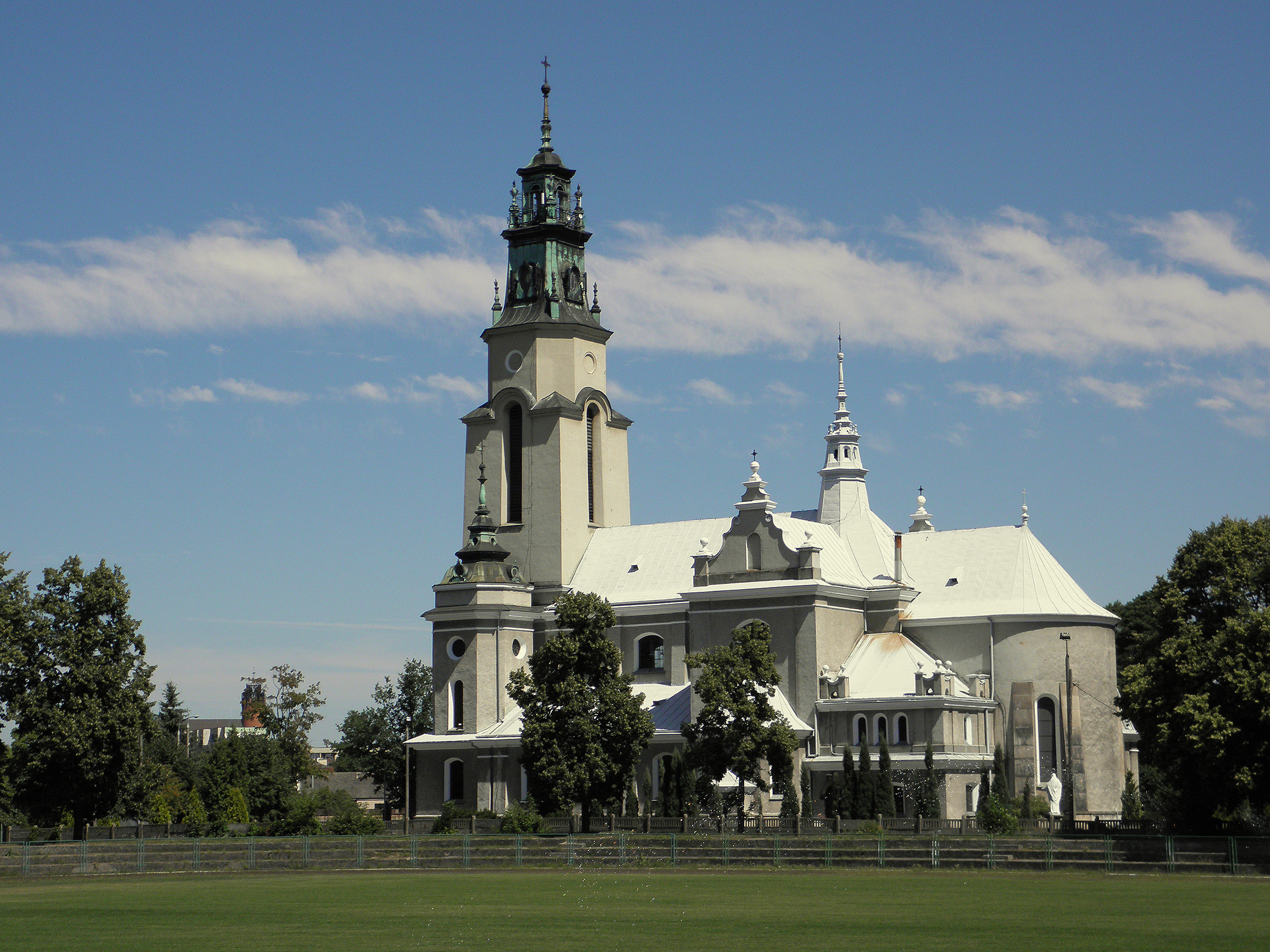
Kościół św. Barbary (lipiec 2012)

- parafia Najświętszej Maryi Panny Królowej Polski
- parafia św. Maksymiliana Kolbego

- Świadkowie Jehowy:

- zbór Pionki (Sala Królestwa ul. Wspólna 21i)

- Kościół Starokatolicki Mariawitów:

- wierni przynależą do parafii Przemienienia Pańskiego w Wierzbicy

## Współpraca międzynarodowa
Miasta i gminy partnerskie:
- Breaza[14]
- Wysznewe[15]

## Osoby związane z Pionkami
Na pewnym etapie życia z miastem związani byli m.in. Kamila Porczyk, trzykrotna mistrzyni świata fitness, Wojciech Pestka (poeta, prozaik i tłumacz) czy Janusz Pindera (polski dziennikarz i komentator sportowy, ekspert bokserki).

### Honorowi obywatele
Do 2016 tytuł honorowego obywatela miasta przyznano dwunastu osobom
- nadbryg. Gustaw Mikołaczyk
- Andrzej Mitan
- o. Efrem Osiadły
- marsz. Józef Piłsudski
- Janusz Pindera
- Elżbieta Płażyńska
- Maciej Płażyński
- Tomasz Rechberger
- gen. dyw. Leszek Soczewica
- Tomasz Szwed
- ks. Henryk Wójtowicz
- Zbigniew Wrocławski

### Zasłużeni dla Miasta Pionki
Strona internetowa urzędu miejskiego wymienia również 18 osób uznanych za zasłużone dla miasta Pionki:
- Witold Banaszak
- Stanisława Bień
- ks. Stanisław Bujnowski
- Stanisław Dąbrowski
- Jacenty Dejniak
- Zbigniew Dziubasik
- Janusz Górski
- Zenon Grzybowski
- Henryk Jakubowski
- Paweł Jaroszek
- Stefan Krupa
- Irena Kulawik
- Halina Larys
- Jerzy Lechowicz
- Jacek Malicki
- Andrzej Piaseczny
- Wacława Tortyna
- Lidia Żuchowska